# Aktion Deutschland Hilft
Aktion Deutschland Hilft e. V. – Bündnis deutscher Hilfsorganisationen mit Sitz in Bonn ist ein Zusammenschluss deutscher Hilfsorganisationen für Katastrophenhilfe. Ziel ist es, Kräfte zu bündeln und so schneller und wirkungsvoller zu helfen sowie im Katastrophenfall Spendengelder gemeinsam einzuwerben.

## Geschichte

### Gründung und Hilfseinsätze
Aktion Deutschland Hilft wurde im Jahr 2001 mit Sitz in Köln gegründet, um die Kräfte deutscher Hilfsorganisationen zu bündeln. So soll vor allem im Ausland schnelle und wirkungsvolle Nothilfe geleistet werden. Einsatzanlässe sind Kriege und Konflikte, Hungersnöte, Erdbeben, Überschwemmungen, Tsunamis und andere Katastrophen. Im Juni 2006 zog das Aktionsbündnis nach Bonn um.
Aktion Deutschland Hilft ruft bei großen Katastrophen zu Spenden auf und verteilt diese nach einem festgelegten Schlüssel an die mehr als 20 deutschen Hilfsorganisationen des Bündnisses. Zudem stimmen die Bündnisorganisationen bei gemeinsamen Hilfseinsätzen ihre Maßnahmen aufeinander ab. Aktion Deutschland Hilft ist Medienpartner der ARD, die bei großen Katastrophen für Spenden zugunsten von Aktion Deutschland Hilft und Bündnis Entwicklung Hilft aufruft.
Seit 2001 gab es 61 gemeinsam koordinierte Hilfseinsätze in 130 Ländern und mehr als 2.400 einzelne Hilfsprojekte zur humanitären Hilfe. Zum 20. Jubiläum 2021 macht das Bündnis mit seiner Kampagne „Sei schneller als die Katastrophe“ auf die zunehmende Bedeutung von Katastrophenvorsorge aufmerksam: Unter anderem der sich beschleunigende Klimawandel erfordert noch stärkere Vorsorgemaßnahmen als bisher.

### Einsatzgebiete der Katastrophenhilfe
Aktion Deutschland Hilft wird auf Beschluss seiner Mitgliedsorganisationen aktiv. Seit der Gründung im Jahr 2001 führte das Bündnis fast 1900 Projekte in mehr als 100 Ländern durch, etwa nach dem Tsunami in Südostasien (Dezember 2004) und dem Erdbeben in Südasien (Pakistan, Dezember 2005). Im Jahr 2012 beschäftigte das Bündnis die Hungersnot in Westafrika. Im selben Jahr startete die Nothilfe für Flüchtlinge aus Syrien. 2014 war das Bündnis für Binnenflüchtlinge im Irak im Einsatz und leistete anlässlich des Ausbruchs von Ebola in Westafrika Nothilfe; 2015 folgten gemeinsame Einsätze nach dem Erdbeben in Nepal sowie zur Flüchtlingshilfe.
2016 half das Bündnis nach Hurrikan Mathew auf der Karibikinsel Haiti sowie 2018 auf den Philippinen nach Taifun Mangkhut. Ebenfalls seit 2016 leisten die zusammengeschlossenen Hilfsorganisationen Nothilfe im Jemen. 2017 unterstützte Aktion Deutschland Hilft den Spendenaufruf zum Aktionstag „Gemeinsam gegen die Hungersnot“ des Bundespräsidenten Frank-Walter Steinmeier. Die Hilfsorganisationen des Bündnisses leisten bis heute verstärkt Nothilfe in mehreren Teilen Afrikas, auch während der Heuschreckenplage 2019/2020.
2017 startete die Hilfe für Rohingya, die aus Myanmar nach Bangladesch geflohen sind. 2018 war das Bündnis unter anderem nach einem starken Erdbeben und einem anschließenden Tsunami auf der indonesischen Insel Sulawesi im Einsatz; Anfang 2019 in Mosambik, nachdem Zyklon Idai weite teile des Landes verwüstete. Menschen aus und in Syrien werden von dem Bündnis ebenso unterstützt wie Geflüchtete. Im Jahr 2020 standen die Nothilfe nach der Explosion im Libanon im Fokus und bis heute die weltweite Corona-Nothilfe während der COVID-19-Pandemie. Viele der genannten Hilfseinsätze dauern bis heute an.
In Ausnahmefällen leisten die Hilfsorganisationen des Bündnisses auch Hilfe im Inland. Etwa nach der Flutkatastrophe in Deutschland im Juli 2021. Dank zahlreicher Spender finanziert Aktion Deutschland Hilft koordinierte Hilfsmaßnahmen in drei Phasen:
- akute Nothilfe: In den ersten Tagen nach der Katastrophe halfen Bündnisorganisationen mit Trinkwasser, Erster Hilfe, Notunterkünften, Suppenküchen und Hygienekits für Menschen, die alles verloren haben.
- mittelfristige Hilfe: Bündnisorganisationen helfen, eine angemessene Übergangsphase für die betroffenen Kinder, Frauen und Männer zu gestalten. Dabei unterstützen sie mit Behelfsapotheken, Übergangskindergärten, psychologischer Betreuung und finanzieren mobile Übergangshäuser.[8][9]
- langfristige Hilfe: Wiederaufbau sozialer Einrichtungen und Unterstützung bedürftiger Familien, deren Zuhause und Existenz zerstört wurden.

Seit dem russischen Überfall auf die Ukraine am 24. Februar 2022 ruft das Bündnis Aktion Deutschland Hilft zu Spenden zugunsten der Menschen innerhalb der Ukraine und den Nachbarländern sowie nach Deutschland Geflüchteten auf. Derzeit leisten 21 Hilfsorganisationen aus dem Bündnis Nothilfe. Auch nach den schweren Erdbeben in der Türkei und Syrien im Februar 2023 halfen Organisationen aus dem Bündnis gemeinsam vor Ort.

## Organisation

### Schirmherr, Kuratorium und Vorstand
Schirmherr von Aktion Deutschland Hilft war der ehemalige Bundespräsident Horst Köhler.
Aktion Deutschland Hilft hat ein Kuratorium. Die Kuratoren sind für drei Jahre von der Mitgliederversammlung berufen. Der damalige Bundesaußenminister Heiko Maas hatte 2018 den Vorsitz übernommen. Die derzeitige Kuratoriumsvorsitzende ist Außenministerin Annalena Baerbock.
Der Vorstand und das besondere Aufsichtsorgan sind bei Aktion Deutschland Hilft wichtige Kontroll-, Beratungs- und Beschlussorgane. Alle  Mitglieder der beiden Organe arbeiten ehrenamtlich. Vorstandsvorsitzende ist Edith Wallmeier vom Arbeiter-Samariter-Bund. Die Geschäftsführung besteht aus Maria Rüther (Hauptgeschäftsführerin), Thilo Reichenbach (Geschäftsführer Marketing & Fundraising) und Markus Gieske (Geschäftsführer für Finanzen, Verwaltung, Personal und IT).

### Mitgliedschaft
Aktion Deutschland Hilft hat folgende Mitgliedsorganisationen (Stand 2021):
| - action medeor - ADRA Deutschland - Arbeiter-Samariter-Bund Deutschland - AWO International - CARE Deutschland - Habitat for Humanity - Help – Hilfe zur Selbsthilfe - Islamic Relief (Anf. Sept. 2020 ausgesetzt) - Johanniter-Unfall-Hilfe - Malteser Hilfsdienst - World Vision Deutschland - Zentralwohlfahrtsstelle der Juden in Deutschland | - Der Paritätische Wohlfahrtsverband - arche noVa - Bundesverband Rettungshunde - Freunde der Erziehungskunst Rudolf Steiners - Hammer Forum - Handicap International - HelpAge Deutschland - Kinderhilfswerk Global-Care - LandsAid - Solidaritätsdienst International - Terra Tech |

Die Mitgliedschaft steht grundsätzlich allen gemeinnützigen Organisation mit Sitz in Deutschland offen, sofern sie die Aufnahmekriterien erfüllen und die Prüfungs- und Qualitätsstandards wahren. Assoziierte Mitglieder ohne aktives und passives Wahlrecht sind derzeit der Bundesverband Digitale Wirtschaft und die Volkssolidarität.

## Qualitätsstandards für Nothilfearbeit
Die Mitgliedsorganisationen verpflichten sich zur Einhaltung national und international anerkannter Normen und Vereinbarungen wie z. B.:
- „Verhaltenskodex für die Internationale Rotkreuz- und Rothalbmond-Bewegung und nichtstaatliche Hilfswerke in der Katastrophenhilfe“,
- „Zwölf Grundregeln der deutschen Humanitären Hilfe im Ausland“ des Koordinierungsausschusses Humanitäre Hilfe,
- „Sphere-Projekt“ (Humanitarian Charter and Minimum Standards in Disaster Response)
- „NGDO-Charter“, Basic Principles of Development and Humanitarian Aid NGOs in the European Union.
- „Initiative Transparente Zivilgesellschaft“[17]

Bei allen ADH-finanzierten Projekten wird die Einhaltung dieser Standards durch externe Prüfer überwacht.

## Selbstverständnis
Aktion Deutschland Hilft will Opfern großer Katastrophen im Ausland schnell und bedarfsgerecht beistehen. Vor Ort arbeiten die Organisationen bei Bedarf unmittelbar zusammen. Das große Netzwerk vereinfacht die Zusammenarbeit mit lokalen Organisationen und Partnern im Katastrophengebiet. Mit seinen gebündelten Kräften versucht Aktion Deutschland Hilft die Wirksamkeit der Hilfseinsätze zu steigern.
Mit dem Tag „Deutschland hilft“ am 2. Oktober macht das Bündnis auf die Bedeutung des persönlichen Engagements jedes Einzelnen aufmerksam.
Zu den Leitlinien des Bündnisses gehören:
- unparteiliche Nothilfe bei großen humanitären Katastrophen
- der humanitäre Auftrag steht im Mittelpunkt
- im Netzwerk handeln
- gemeinsam schneller helfen
- Qualitätssicherung und -Optimierung
- Transparenz und Verantwortung[18]

## Spenden
Der Zusammenschluss hilft den beteiligten Organisationen, Kosten zu senken und die Spenden direkt in konkrete Hilfsprojekte umzusetzen. Hierfür betreibt Aktion Deutschland Hilft gemeinsame Öffentlichkeitsarbeit. Alle Mitgliedsorganisationen rufen (bei großen Katastrophen) mit einer einheitlichen Kontonummer zu Spenden auf. Die Spenden werden anteilig entsprechend der Leistungsfähigkeit der einzelnen Organisation aufgeteilt. Eine Fördermitgliedschaft zur dauerhaften Unterstützung ist möglich.
Aktion Deutschland Hilft trägt verschiedene Siegel und ist seit Dezember 2012 Mitglied des Deutschen Spendenrats e. V. (DSR). Die darin zusammengeschlossenen Organisationen wollen ein Zeichen gegen zu hohe Verwaltungskosten, unseriöse Spendenwerbung und unterlassene Rechenschaft setzen. Im Mai 2017 erhielt das Bündnis als eine der ersten Organisationen das Spendenzertifikat des Deutschen Spendenrats e. V. Es belegt, dass Aktion Deutschland Hilft mit den anvertrauten Spenden verantwortungsvoll und transparent umgeht. Die Einhaltung der Grundsätze des DSR wird regelmäßig durch einen Wirtschaftsprüfer kontrolliert und bestätigt.
Alle Bündnisorganisationen von Aktion Deutschland Hilft legen durch Jahresberichte und/oder externe Prüfungen Rechenschaft ab. Darüber hinaus haben sich alle Mitglieder zur transparenten Mittelverwendung verpflichtet.

## Auszeichnungen & Sonstiges
- Aktion Deutschland Hilft wurde am 4. Oktober 2009 als „ausgewählter Ort“ im Rahmen der Initiative Land der Ideen für die Idee ausgezeichnet, humanitäre Hilfe aus Deutschland weltweit zu koordinieren.[20]
- Prominente wie Handball-Bundestrainer Heiner Brand und Unternehmerin Regine Sixt unterstützen das Bündnis als Botschafter oder engagieren sich im Rahmen von Hilfseinsätzen.
- Erik Range alias Gronkh ist Digital-Botschafter von Aktion Deutschland Hilft. Range betreibt unter anderem einen der größten YouTube-Kanäle Deutschlands. Als Digital-Botschafter unterstützt er das Bündnis bei Hilfseinsätzen und ruft Spendenaktionen ins Leben.[21]
- Die Marke Aktion Deutschland Hilft wurde 2019 mit dem Super Brands Award ausgezeichnet.[22]
- Aktion Deutschland Hilft führt seit Juli 2019 als erste Hilfsorganisation in Deutschland das TÜV-Siegel „Geprüftes Online Portal“.[23] Das Siegel bescheinigt dem Bündnis sehr gute Sicherheitsstandards, hohe Transparenz, gute Prozesse und guten Datenschutz.

## Kontroversen
Im September 2021 lehnte die Aktion Deutschland Hilft eine Spende von 15.000 € für die Betroffenen der Flutkatastrophe vom Juli 2021 ab, die je zur Hälfte von den Beschäftigten des Waffenherstellers Heckler & Koch und dem Unternehmen selbst stammten. Als Grund wurden die ethischen Leitlinien für potenzielle Spender genannt, in denen es heißt: „Das Unternehmen stellt weder Kriegswaffen her oder verbreitet sie.“ Dies führte zu Empörung bei den Spendern.